# Kurzyna Średnia
Kurzyna Średnia (bis 24. Mai 1939 deutsch Rauchersdorf) ist eine Ortschaft mit einem Schulzenamt der Gemeinde Ulanów im Powiat Niżański der Woiwodschaft Karpatenvorland in Polen.

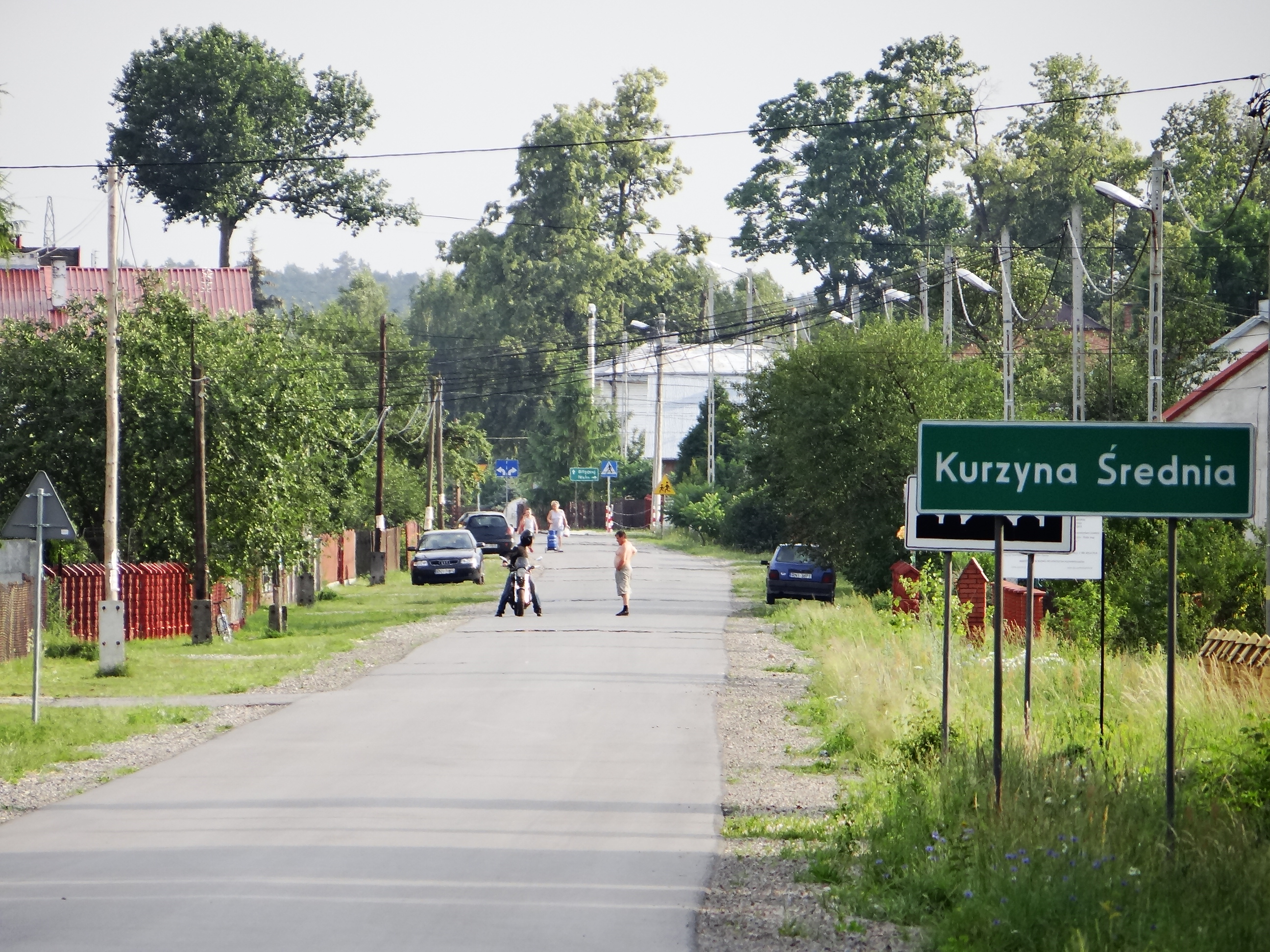
Straße durch das Dorf

## Geographie
Der Ort liegt am rechten, nördlichen Ufer des Flusses Tanew, im Sandomirer Becken. Die Nachbarorte sind Kurzyna Mała im Westen, Górka bzw. Kurzyna Wielka im Osten, sowie Dąbrowice im Süden.

## Geschichte

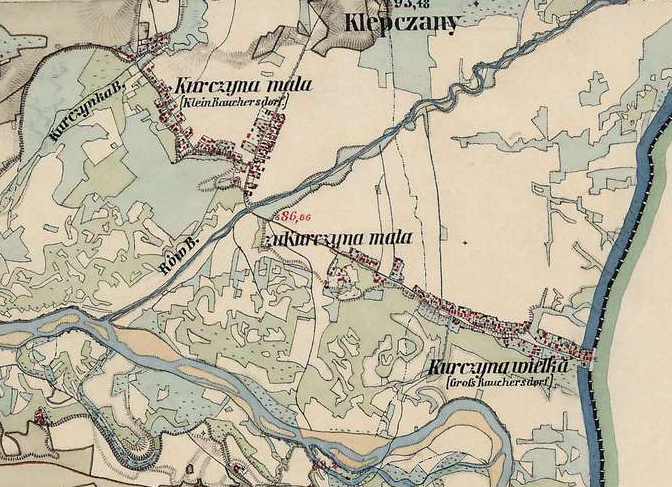
Kurzyna auf der Franziszeischen Landesaufnahme um die Mitte des 19. Jahrhunderts

Es gibt drei benachbarte Dörfer dort, die Kurzyna genannt wurden: Kurzyna Mała (Klein Rauchersdorf), Kurzyna Wielka (Groß Rauchersdorf) und Kurzyna Średnia (Mittel Rauchersdorf). Kurzyna Mała (eigentlich größer) und Kurzyna Wielka existierten vor 1772 und gehörten zur Pfarrgemeinde in Pysznica. Der besitzanzeigende Name Kurzyna ist vom Personennamen Kura (kura – Haushuhn) oder Kurza (kurzyć – rauchen) abgeleitet.
Bei der Ersten Teilung Polens kamen beide Dörfer 1772 zum neuen Königreich Galizien und Lodomerien des habsburgischen Kaiserreichs (ab 1804). Im Jahre 1783 wurden im Zuge der Josephinischen Kolonisation zwischen Kurzyna Mała und Kurzyna Wielka insgesamt 40 deutsche mehrheitlich katholische und auch lutherische Familien (166 Personen) als Kolonisten auf 142 (in Kurzyna Wielka) und 242 Hektar (in Kurzyna Mała) angesiedelt. Die Kolonie wurde Rauchersdorf genannt, als Annäherung an die Übersetzung der Namen der polnischen Dörfer (abgeleitet von kurzyć – rauchen). Diese Kolonie wurde zunächst zwischen beiden Dörfern aufgeteilt, aber später wurde sie zu einer unabhängigen Gemeinde. 1812 gab es dort insgesamt 201 Deutsche. 1816–1818 wurde eine Holzkirche gebaut, wo auch auf Deutsch gepredigt wurde. Bis Ende des 19. Jahrhunderts wurden die Nachgeborenen der Kolonisten polonisiert. Im Jahre 1900 hatte die Gemeinde Rauchersdorf im Bezirk Nisko 69 Häuser mit 392 Einwohnern, davon waren alle polnischsprachig, 377 römisch-katholisch, 5 griechisch-katholisch, es gab 10 Juden.
Im Jahre 1913 wurde die römisch-katholische Pfarrei gegründet.
1918, nach dem Ende des Ersten Weltkriegs und dem Zusammenbruch der k.u.k. Monarchie, kam Rauchersdorf zu Polen. Im Jahre 1921 hatte das Dorf Rauchersdorf 67 Häuser mit 353 Einwohnern, davon alle Polen, 323 katholisch, einer griechisch-katholisch, 29 Juden.
Am 24. Mai 1939 wurde der Name Rauchersdorf auf Kurzyna Średnia geändert.
Im Zweiten Weltkrieg gehörte es zum Generalgouvernement.
Von 1975 bis 1998 gehörte Kurzyna Mała zur Woiwodschaft Tarnobrzeg.

## Sehenswürdigkeiten

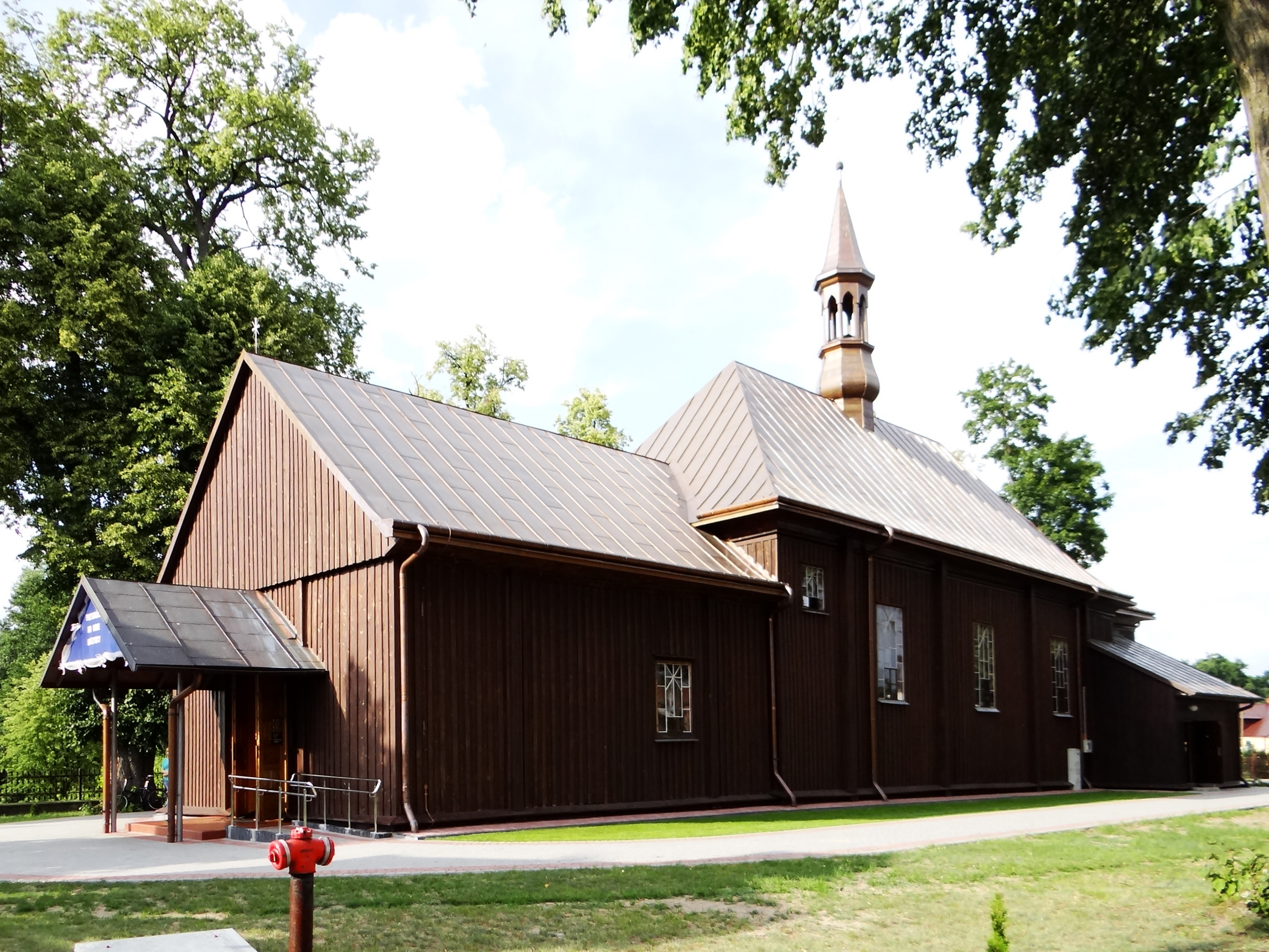
Katholische Kirche

- Römisch-katholische Holzkirche (gebaut 1816–1818);